# هایلیگکرویتسشتایناخ
هایلیگکرویتسشتایناخ (به آلمانی: Heiligkreuzsteinach) یک شهر در آلمان است که در راین-نکار-کرایس واقع شده‌است. هایلیگکرویتسشتایناخ ۳٬۰۵۰ نفر جمعیت دارد.